# Kotasaari (ö i Pöyrisjärvi, Enontekis)
Kotasaari, enaresamiska: Goahtesuolu, är en ö i Finland. Den ligger i sjön Pöyrisjärvi och i kommunen Enontekis i den ekonomiska regionen  Fjäll-Lappland  och landskapet Lappland, i den norra delen av landet, 900 km norr om huvudstaden Helsingfors. Öns area är 4,1 hektar och dess största längd är 340 meter i nord-sydlig riktning.